# Ascalaphus gromieri
Ascalaphus gromieri là một loài côn trùng trong họ Ascalaphidae thuộc bộ Neuroptera. Loài này được Navás miêu tả năm 1921.